# The Other Side of the Mirror
The Other Side Of The Mirror es el cuarto álbum de estudio de la cantante estadounidense Stevie Nicks, publicado por la compañía discográfica Modern Records en 1989. Grabado en Los Ángeles y mezclado en Buckinghamshire, Inglaterra, se basa libremente en torno a la temática de la novela Alicia en el país de las maravillas. Alcanzó el puesto diez en la lista estadounidense Billboard 200 gracias en parte al éxito del tema "Rooms on Fire", que llegó a la posición 16 de la lista Billboard Hot 100, y alcanzó el estatus de disco de platino al vender más de 1 000 000 copias en los Estados Unidos. Además, The Other Side of the Mirror llegó al puesto tres en la lista británica de discos más vendidos y fue certificado disco de oro al superar las 100 000 copias vendidas en el país.

## Lista de canciones
| N.º | Título                                      | Escritor(es)                 | Duración |  |
| 1.  | «Rooms on Fire»                             | Stevie Nicks, Rick Nowels    | 4:30     |  |
| 2.  | «Long Way to Go»                            | Nicks, Nowels, Charles Judge | 4:06     |  |
| 3.  | «Two Kinds of Love» (Dúo con Bruce Hornsby) | Nicks, Rupert Hine, Nowels   | 4:46     |  |
| 4.  | «Ooh My Love»                               | Nicks, Nowels                | 5:02     |  |
| 5.  | «Ghosts»                                    | Nicks, Mike Campbell         | 4:54     |  |
| 6.  | «Whole Lotta Trouble»                       | Nicks, Campbell              | 4:58     |  |
| 7.  | «Fire Burning»                              | Nicks, Campbell, Hine        | 3:16     |  |
| 8.  | «Cry Wolf»                                  | Jude Johnstone               | 4:12     |  |
| 9.  | «Alice»                                     | Nicks, Hine                  | 5:50     |  |
| 10. | «Juliet»                                    | Nicks                        | 4:55     |  |
| 11. | «Doing the Best I Can (Escape from Berlin)» | Nicks                        | 5:36     |  |
| 12. | «I Still Miss Someone (Blue Eyes)»          | Johnny Cash, Roy Cash Jr.    | 4:08     |  |

## Personal
- Stevie Nicks - voz, percusión y pandereta.
- Sharon Celani - coros.
- Lori Nicks - coros.
- Rupert Hine - teclados, batería y percusión.
- Mike Campbell - guitarra.
- Kenny G - saxofón.
- Geoff Dugmore - batería.
- Gary Grant - sección de viento.
- Jerry Hey - sección de viento.
- Larry Williams - sección de viento.
- Marc Russo - sección de viento.
- Bruce Hornsby - piano y coros.
- Vail Johnson - bajo.
- Tony Levin - bajo.
- Jerry Marotta - batería.
- Derek Murphy - bajo.
- Rick Nowels - teclado, guitarra y coros.
- Waddy Wachtel - guitarra.
- Jamie West-Oram - guitarra.

## Posición en listas
| País                        | Posición |
| --------------------------- | -------- |
| Australian ARIA Album Chart | 8        |
| Canadian RPM Albums Chart   | 11       |
| Dutch Mega Albums Chart     | 24       |
| New Zealand Albums Chart    | 14       |
| Swedish Albums Chart        | 8        |
| Swiss Albums Chart          | 79       |
| UK Albums Chart             | 3        |
| US Billboard 200            | 10       |